# Racionální stravování
Racionální stravování („racionální“ vychází z latinského slova ratio – rozum) představuje optimální množství a poměr základních živin, minerálních látek a vitamínů. Cílem racionální výživy je naplnění individuálních potřeb jedince, daných působením řady faktorů. Například – pohlaví, věk, fyzická aktivita, genetické dispozice a aktuální zdravotní stav. Základem moderní racionální stravy je tzv. smíšená strava. Ta se nepřiklání k žádnému alternativnímu výživovému směru (př. vegetariánství, veganství, makrobiotická strava, …). Drží se zásad pestrosti a střídmosti. Strava má být podle zásad racionální výživy plnohodnotná. Nevyrovnanost v jednotlivých složkách potravy může být příčinou různých zdravotních problémů (civilizační choroby). Přijatá energie ze stravy by měla být optimálně získávána z 50–70 % ze sacharidů (z toho by 5–10 % mělo být tvořeno jednoduchými cukry), 15–20 % z proteinů a z 20–30 % z lipidů. Celkové množství energie, kterou za den přijmeme, by mělo být rozděleno do více menších porcí tak, aby snídaně tvořila 30 %, dopolední svačina 10 %, oběd 30 %, odpolední svačina 10 % a večeře 20 %. Poměrem denního energetického příjmu stravy a výdejem energie se zabývá energetická bilance.